# Gonioctena holdhausi
Gonioctena holdhausi es una especie de insecto coleóptero de la familia Chrysomelidae.
Fue descrita científicamente en 1950 por Leeder.